# Lil Bo Weep
Вайнона Брукс (англ. Winona Brooks), більш відома під псевдонімом Lil Bo Weep — австралійська співачка та відеоблогерка.

## Біографія
Вайнона Брукс народилася 2 січня 2000 року в Аделаїді, Австралія. Після закінчення школи вона переїхала до Лос-Анджелеса, штат Каліфорнія, щоб згодом вступити до коледжу, але їй довелося повернутися до Австралії разом із сім'єю в рамках екстреної репатріації DFAT.
Почала випускати пісні на SoundCloud у 2015 році. Планувалася її присутність на дебютному альбомі XXXTentacion «17», але Онфрой так і не додав пісню до альбому.
У 2018 році завела сторінку на OnlyFans і стала продавати власні інтимні відео та фотографії. Того ж року посіла 57 місце в топі «Найкращих «Lil» артистів на Spotify» від інтернет-журналу HotNewHipHop.
27 лютого 2022 року на своїй сторінці в Instagram повідомила, що була вагітна у 2021 році, але втратила дитину.

## Смерть
Брукс померла 5 березня 2022 року. Її батько Метью повідомим про це у Facebook: «Цими вихідними ми програли боротьбу за життя моєї доньки з депресією, травмою, ПТСР і наркозалежністю, з якими ми боролися відтоді, як привезли її з Америки».
У своєму останньому дописі в Instagram від 2 березня 2022 вона розказала, що приймала важкі ліки через складний посттравматичний стресовий розлад, і що вона «оплакує втрату своєї дитини».

## Дискографія

### Альбоми-компіляції
- 2017 — Solos
- 2018 — Solos 2

### Мікстейпи
- 2017 — Healing Unaloon
- 2021 — Dedicationz 1
- 2021 — Illusions